# Detroit Air Cooled Car Company
Detroit Air Cooled Car Company war ein US-amerikanischer Hersteller von Automobilen. Eine andere Quelle verwendet die Schreibweise Detroit Air-Cooled Car Company, also mit Bindestrich.

## Unternehmensgeschichte
Das Unternehmen wurde im Frühling 1922 in Detroit in Michigan gegründet. Beteiligt waren W. J. Doughty, G. R. Tremolada, C. H. Bennett, August Gieseler, Frank Sanders und John McArthur. Im Februar 1922 stand ein Prototyp auf der Detroit Automobile Show. Der Markenname lautete DAC. Pläne beliefen sich auf 10.000 Fahrzeuge im ersten Jahr. Allerdings wurde erst im Oktober 1922 ein Werk eröffnet. Im April 1923 wurde ein anderes Werk in Wayne bezogen. Noch 1923 endete die Produktion.
1922 entstanden 22 Fahrzeuge und 1923 noch 150. In der Summe sind das 172 Fahrzeuge.

## Fahrzeuge
Die Fahrzeuge hatten einen Sechszylindermotor mit 32 PS Leistung. Ungewöhnlich war die Luftkühlung. Das Fahrgestell hatte 292 cm Radstand. Offene und geschlossene Aufbauten standen zur Wahl. Der Tourenwagen bot Platz für fünf Personen. Daneben gab es ein viersitziges Coupé und eine fünfsitzige Limousine.